# Suzaku Kururugi
Suzaku Kururugi (枢木 スザク?, Kururugi Suzaku) è un personaggio immaginario della serie televisiva anime Code Geass: Lelouch of the Rebellion, ideata dallo sceneggiatore Ichirō Ōkōchi e sviluppato graficamente dal gruppo di mangaka CLAMP. il personaggio principale della celebre serie anime e manga Code Geass: Lelouch of the Rebellion, ideato dallo sceneggiatore televisivo Ichirō Ōkouchi; delle CLAMP è l'original character design. Rivediamo Suzaku in quasi tutte le opere derivate, ed in qualche manga ha il ruolo di protagonista.

## Creazione e sviluppo
Il regista Gorō Taniguchi richiese che Lelouch e gli altri personaggi della serie fossero delle figure con sex appeal, motivo per il quale sclese di rivolgersi al gruppo di mangaka CLAMP, conosciute per i loro design affascinanti, per curarne il character design.
Mokona delle CLAMP ha riferito che la Ōkawa le consigliò di trattare Suzaku e Lelouch come una coppia di idol di sesso maschile, e che ha consolidato il loro design a partire da questa considerazione. Sebbene le fosse stato detto che Lelouch doveva essere un "principe nero", ella riteneva che, essendo quello il personaggio protagonista, dovesse necessariamente avere una componente "cortese", perciò pensava che la sua personalità sarebbe stata sorprendentemente docile. Si chiedeva se al contrario Suzaku, pur mostrando un aspetto da bravo ragazzo, non fosse il contrario, e per mettere i due personaggi in contrasto nel design a Suzaku ha disegnato i capelli ricci, all'altro lisci.
Il cognome del personaggio in giapponese ricorda la parola "cardine". Lo accenna, in un extra, lo sceneggiatore, il quale sostiene che quello era parso loro un cognome adatto a qualcuno che dovesse «porre un freno» alle azioni di «quel matto di Lelouch».
Nel 2023, Taniguchi dichiarò Suzaku come "ispirato a Luke Skywalker" della saga di Guerre Stellari e la sua rivalità con Lelouch alla serie Kamen Rider, pur non nascondendo le somiglianze del personaggio con Amuro Ray di Mobile Suit Gundam (altra serie prodotta dalla Sunrise), già in precedenza evidenziate.

### Doppiaggio

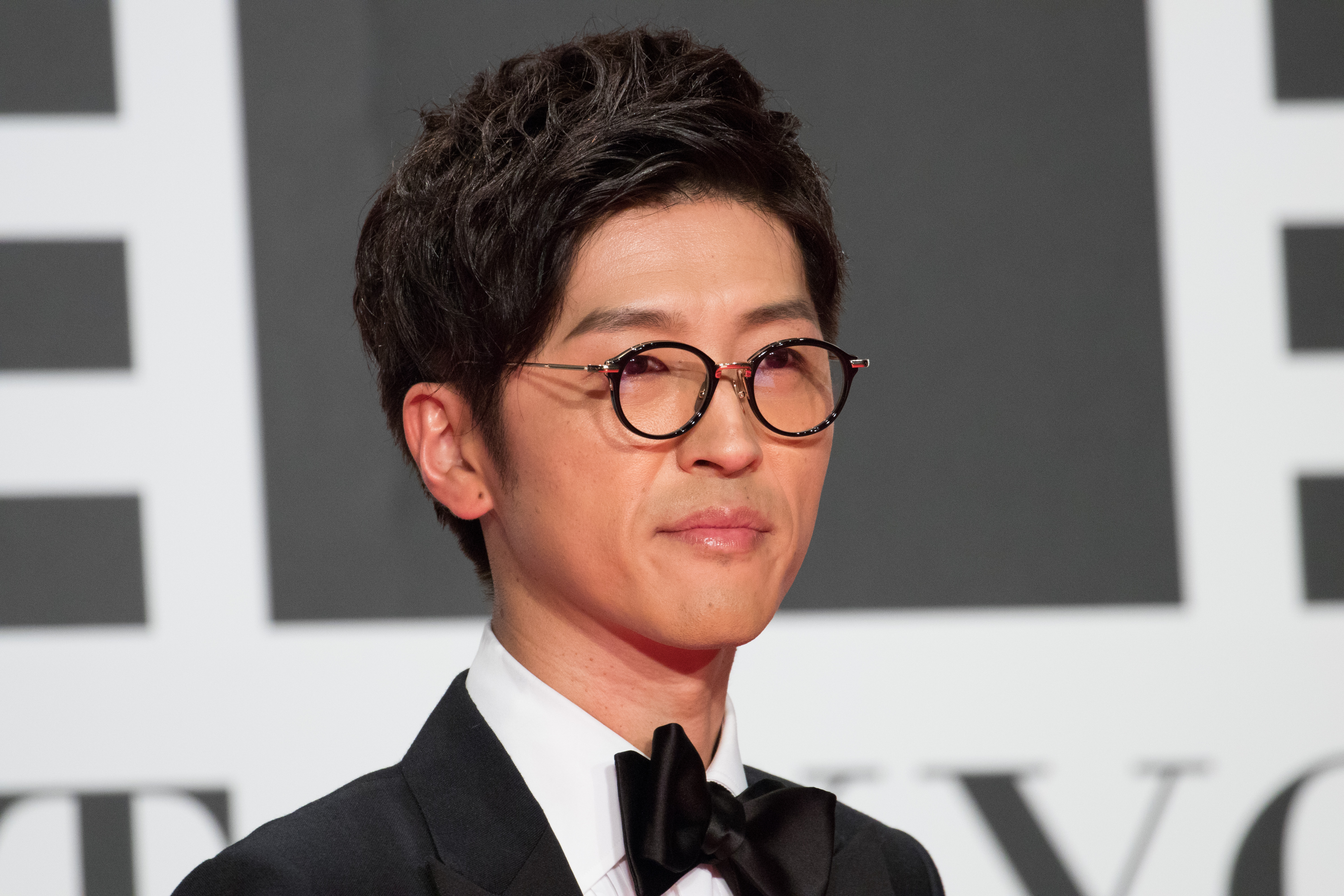
Takahiro Sakurai, doppiatore originale di Suzaku

Il doppiaggio del personaggio venne affidato a Takahiro Sakurai. All'attore venne chiesto di approcciarsi all'interpretazione del personaggio portandosi dietro una sensazione di freschezza. Ciò valse anche per la seconda stagione, dove tuttavia, ha commentato Sakurai, Suzaku si trova spesso ad affrontare situazioni molto più complesse rispetto a quelle che gli erano capitate nella prima. Secondo il doppiatore nella seconda stagione la posizione del personaggio si è improvvisamente capovolta, e Suzaku, che aveva sempre cercato di comportarsi in maniera corretta, finisce per essere visto dagli altri come un fissato; e considerata la sua ridotta capacità di esprimere i propri sentimenti, non sono in pochi a criticare il suo modo di agire. Per questa ragione, ha aggiunto il doppiatore, Sakurai ha ricevuto un sacco di commenti a proposito. Per la sua interpretazione Sakurai è stato candidato come migliore attore non protagonista al primo Seiyū Awards, nel 2007. Nelle scene da bambino è doppiato da Akeno Watanabe.
Per la voce italiana fu scelto Davide Perino (già voce di Amuro Ray). Per il suo ruolo è stato candidato alla nona edizione del Premio Romics DD al Gran Galà del Doppiaggio 2010. Nelle scene da bambino è doppiato da Mattia Nissolino.

## Storia

### Code Geass: Lelouch of the Rebellion R1
La serie inizia con Suzaku e Lelouch bambini. All'improvviso, il Giappone viene invaso dall'Impero di Britannia; sconfitto, perde i diritti, viene rinominato Area 11 e i suoi abitanti Eleven. Sette anni dopo, Kururugi, divenuto Britanno onorario, soldato dell'impero, viene mandato in missione a Shinjuku; scambiando lo studente britanno Lelouch per un terrorista, lo attacca, fin quando riconosce in lui il suo amico d'infanzia. Raggiunto dai suoi superiori, riceve l'ordine di uccidere il presunto terrorista, ma non obbedisce, sostenendo che il ragazzo è innocente e che lui non fa del male ai civili. Gli sparano quindi per non aver eseguito l'ordine. Viene soccorso da Lloyd e Cecile, della sezione tecnologica dell'esercito britanno; dal primo, scopre di essere sopravvissuto grazie ad un oggetto che aveva con sé (l'orologio del padre), che ha impedito al proiettile di attraversare l'armatura. Mancando un pilota, Lloyd pensa di usare Suzaku per sperimentare il suo progetto, il potentissimo Lancelot, l'unico Knighmare Frame di settima generazione esistente al momento; nel corso della serie, il Knightmare si evolverà fino a diventare un Knightmare di nona generazione. Nonostante Kururugi non abbia avuto alcuna esperienza di pilotaggio di un Knightmare, risulta un top class dalla simulazione di prova, perciò, gli viene affidato il Lancelot. In difficoltà, Clovis dà alla sezione tecnologica il permesso di far entrare il Lancelot nella battaglia che Lelouch, nascosto all'interno di un Frame, sta guidando contro l'esercito dell'impero, che, per ordine del principe Clovis, ha sterminato gli abitanti del ghetto di Shinjuku. Suzaku rivela subito l'incredibile potenza del Lancelot, diventando dall'inizio un temibile ed inarrestabile nemico da abbattere. Kururugi e Lelouch si trovano a combattere l'uno contro l'altro, ignari dell'identità dell'avversario. Il Lancelot è fortissimo, ma arresta l'inseguimento del Knightmare pilotato da Lelouch per salvare un madre col bambino che sta precipitando.
Suzaku viene ingiustamente accusato dell'assassinio del principe Clovis, avvenuto per mano di Lelouch; possibile movente è il fatto che il Britanno onorario è figlio dell'ultimo primo ministro giapponese. Mentre Suzaku sta venendo portato alla Corte Marziale, Zero, per salvarlo, appare per la prima volta davanti al mondo, rivelando di fronte a tutti di essere l'artefice della morte di Clovis. La misteriosa figura minaccia di provocare la diffusione di un gas velenoso in mezzo alla folla gremita; chiede che gli venga consegnato Suzaku Kururugi, ed in cambio egli risparmierà i presenti; la vita di un giapponese in cambio di quella di numerosi Britanni. Il prigioniero, soprattutto grazie al Geass emanato da Lelouch su Sir Jeremiah Gottwald, viene liberato e portato via da Zero. Questi gli propone di unirsi a lui, ma Suzaku rifiuta, sostenendo che i risultati ottenuti con i metodi sbagliati non hanno alcun valore. Il ragazzo torna indietro, consapevole che, se non lo facesse, si scatenerebbero rappresaglie contro i giapponesi. Alle parole del terrorista, che cerca di dissuaderlo, dicendogli che lì faranno di tutto per ucciderlo, Suzaku risponde che, se deve morire, preferisce farlo per il bene di qualcun altro.
Suzaku viene però rilasciato per insufficienza di prove. Ha un incontro con una ragazza britanna, che dice di chiamarsi Euphie, che si fa portare dal ragazzo a visitare l'Area 11, compreso anche Shinjuku. Rivelerà poi di essere Euphemia Li Britannia, la terza principessa dell'impero. Tra Suzaku e la nobile si instaurerà un legame romantico.
Grazie all'influenza della principessa Euphemia, la quale sostiene che Suzaku, di soli diciassette anni, debba andare a scuola, invece di fare soltanto il militare, il giovane viene iscritto all'Istituto Ashford. Lelouch fa anche entrare il nuovo studente nel consiglio studentesco.
Suzaku si accinge ad arrestare Mao per disturbo della quiete pubblica, quando quello, che grazie al Geass riesce a leggere nel pensiero di coloro che si trovano in un raggio di cinquecento metri, rivela il passato del soldato davanti a Lelouch: Kururugi uccise il padre, sostenitore della resistenza ad oltranza, la quale avrebbe condotto i Giapponesi alla morte; Suzaku si mette sempre in condizioni estreme non per proteggere gli altri, ma il suo cuore è desideroso di pagare con la morte la propria colpa. Il ragazzo è sconvolto, e Mao riesce a fuggire. Lelouch intuisce che l'assassinio del primo ministro Genbu Kururugi per opera del figlio fu insabbiata da Kirihara, e fatta passare come un suicidio.
I Cavalieri Neri muovono un attacco per liberare il leader del Fronte di Liberazione Giapponese, Kyoshiro Todoh, arrestato e condannato a morte dai Britanni. Suzaku ha uno scontro con lo stesso Todoh, suo ex mentore. Avendo, il nemico, intuito il punto debole del Knightmare di Kururugi, il diciassettenne viene sopraffatto; la cabina del pilota si spezza, e Suzaku si rivela, così, il pilota del temibile Frame bianco, anche agli occhi di Zero, che ordina di fermarsi, per impedire che l'amico rimanga ucciso. Non potendo, il sergente maggiore (Suzaku ha ottenuto tale titolo da quando è entrato nella Sezione Speciale), continuare a combattere nelle sue attuali condizioni, i Cavalieri Neri fuggono con Todoh. Intanto, la principessa Euphemia, che ha assistito alla battaglia tramite un teleschermo, sceglie il pilota del Lancelot, di cui è innamorata, come suo cavaliere.
Riceve la nomina di cavaliere di sua altezza Euphemia.
Sull'isola di Shikine, Suzaku cade nella trappola di Zero. Durante la sua "prigionia", riceve dall'alto l'ordine di trattenere il terrorista fino all'arrivo dei missili britanni, e dunque di morire con lui. Lelouch non può accettarlo e, nonostante non volesse usarlo con l'amico, emana il Geass su di lui, ordinandogli di vivere (questo comando si attiverà in Suzaku ogni volta che la vita del ragazzo sarà minata, e lo costringerà a sopravvivere ad ogni costo).
Suzaku si innamora di Euphemia, ed è quindi emotivamente distrutto dal suo omicidio per mano di Zero. Egli riceve una visita da V.V., che gli spiega il potere del Geass di Lelouch e l'effetto che ha su Suzaku stesso. Questo lo spinge a trovare Zero per ucciderlo, portandolo ad una vera e propria ossessione, che culminerà nelle uccisioni brutali di chiunque si metta sulla sua strada, compreso Yoshida, membro dei Cavalieri Neri. Di conseguenza, egli è anche soprannominato la "Morte Bianca" dagli Stati avversari di Britannia.
Egli segue Zero all'isola di Kamine, lo incontra e i due hanno una discussione. Lelouch cerca di offrire a Suzaku una tregua allo scopo di salvare Nunnally, ma Suzaku è troppo travolto dal suo dolore per la morte dell'amata Euphie. Infuriato, Suzaku esclama che Lelouch è un errore della natura e che è stato escluso dal mondo. Dopodiché, dice anche a Lelouch che sarà lui a occuparsi di Nunnally. Lelouch estrae la sua pistola e, dopo averla puntata contro Suzaku, si prepara a sparare. 
A questo punto lo schermo diventa nero e la stagione si conclude con un unico colpo di pistola.

### Code Geass: Lelouch of the Rebellion R2
Nella seconda stagione, viene rivelato che Suzaku è riuscito a prendere Lelouch vivo, entrando come premio per la sua cattura nei Knight of Rounds, l'ordine che riunisce i più potenti cavalieri dell'impero di Britannia. Diviene quindi il Knight of Seven. Desidera ancora fermamente uccidere Zero, e arriva anche a giurare al imperatore Charles che solo lui riuscirà a farlo. Tuttavia, sembra avere ancora un po' di fiducia in Lelouch, e permette al suo amico di spiegargli i dettagli dell'incidente che ha poi portato alla morte dell'amata Euphemia.
Suzaku e gli altri membri dei Knight of Rounds guardano impotenti Zero che annuncia la continuazione dei suoi piani per creare gli Stati Uniti del Giappone. Suzaku torna quindi nell'Area 11 come studente dell'Istituto Ashford per scoprire se Lelouch ha riacquistato i suoi ricordi o meno. Non trovando alcuna conferma dei suoi dubbi, Suzaku lascia che Lelouch parli con il nuovo governatore dell'Area 11, Nunnally. Tuttavia, l'incontro si conclude con un completo fallimento anche grazie a Rolo Lamperouge, che usa il suo Geass per bloccare temporaneamente Suzaku. Quando Lelouch tenta di rapire Nunnally, Suzaku giunge in suo soccorso.
Suzaku conduce la Marina Militare di Britannia fino ai Cavalieri Neri per garantire che il piano di Nunnally di ristabilire la zona amministrativa speciale del Giappone sia realizzabile, ma è completamente sorpreso quando, davanti ai suoi occhi, tutta la Marina Militare viene spazzata via dalle forze di Zero. Con una svolta sorprendente, Zero annuncia di voler accettare l'offerta di Nunnally in cambio dell'esilio nella Federazione Cinese. Questo si rivela essere in realtà un abile stratagemma, poiché Zero fa vestire un milione di Eleven esattamente come lui, obbligando Suzaku a esiliare tutti i giapponesi presenti per evitare un altro massacro. In piedi su un palco vuoto, Suzaku si rende conto che Zero deve conoscerlo molto bene, avendo puntato tutto sul fatto che egli non avrebbe mai permesso una strage di quella portata.
Suzaku viene quindi inviato nella capitale della Federazione cinese, dove il primo principe di Britannia e l'imperatrice Tianzi stanno per sposarsi, ma Zero rapisce l'imperatrice durante la cerimonia. L'aiuto di Britannia è richiesto per recuperare Tianzi, e Suzaku trasferisce personalmente Kallen Kozuki, prigioniera del nemico, prima di andare in battaglia. Lelouch, che le era diventato molto vicino, si infuria vedendo come Suzaku possa prendergli tutto ciò che vuole.
Dopo la morte di Shirley, Suzaku indaga sul suo presunto suicidio e giunge alla conclusione che Lelouch l'ha uccisa. Decide di interrogare Kallen per conoscere la vera identità di Zero, minacciandola di usare il Refrain se lei non avesse collaborato. Kallen si rifiuta, ma Suzaku non usa il Refrain, rendendosi conto che così facendo non sarebbe meglio di Lelouch. Lei lo picchia duramente durante il loro prossimo incontro, e Suzaku non reagisce minimamente. Frustrato, va a confrontarsi personalmente con Lelouch e scopre che Lelouch ha riacquistato davvero i suoi ricordi. Tuttavia, egli è titubante nel comunicare tale informazione a Charles perché sa che userà Nunnally come ostaggio.
Dopo aver sentito la notizia della scomparsa dell'imperatore, Suzaku è fiducioso e pensa che Nunnally dovrebbe essere al sicuro, almeno per il momento, ma sospetta al tempo stesso che ci sia Lelouch dietro la sparizione dell'uomo. Subito dopo la creazione dell'Alleanza delle Nazioni Unite, l'imperatore ricompare, e Suzaku rimane scioccato. Suzaku viene contattato da un Lelouch disperato, che gli chiede di proteggere Nunnally da suo padre. Egli conferma inoltre che ha riacquistato i suoi ricordi. Suzaku acconsente alla sua richiesta, ma solo se Lelouch lo avrebbe incontrato solo al santuario Kururugi. L'incontro inizia con le richieste inevitabili di perdono dei peccati di Zero, e anche il giovane Britanno si inchina per la prima volta in vita sua, venendo anche spinto da Suzaku quando gli chiede come mai gli abbia dato l'ordine di vivere, impedendogli di morire. Suzaku, infine, tende una mano a Lelouch, dicendo che può espiare le proprie colpe dicendo la verità ma, prima che Lelouch riesca a raggiungerlo, Schneizel arresta Lelouch, facendogli credere che Suzaku lo ha venduto nuovamente all'esercito Britanno. Schneizel riesce anche a ottenere da Suzaku la verità riguardo al potere del Geass. Suzaku viene quindi lasciato mentre pensa se utilizzare il Lancelot, dotato della testata FLEIJA creata da Nina, contro Lelouch.
Durante la seconda battaglia di Tokyo, Suzaku viene attaccato da Jeremiah Gottwald e da Lord Guilford, quest'ultimo sotto l'influenza del Geass di Lelouch. Successivamente, egli è costretto a combattere contro Kallen, che si trova a bordo di una nuova versione del Guren. Anche Lloyd in persona gli consiglia di fuggire, ma Suzaku resiste contro la ragazza. Lo scienziato sa che il Guren è molto più forte del Lancelot, e infatti Kallen riesce facilmente a parare gli attacchi di Suzaku e a danneggiare in modo significativo il Knightmare del cavaliere. Spinto al limite, Suzaku si rende conto che non può vincere e si ritrova davanti alla morte. In tal modo, il Geass imposto da Lelouch su Suzaku si attiva e lo costringe ad usare la testata FLEIJA. Kallen la schiva e la bomba colpisce invece il complesso governativo, spazzando via l'intero palazzo del governo e la maggior parte della zona circostante. Dopo la battaglia, Suzaku può solo ridere follemente della distruzione che egli stesso ha causato.
Suzaku decide allora di divenire Knight of One, per ottenere il governo dell'Area 11. Egli suggerisce a Schneizel di dargli l'ordine di assassinare l'imperatore Charles. Schneizel accetta e Suzaku parte per Kaminejima con lo scopo di completare la sua missione, ma il tentativo di Suzaku di uccidere l'imperatore è vanificato dall'intervento del Knight of One in persona, Lord Bismarck Waldstein. Quando Lelouch attacca l'isola, Suzaku ritiene che il compito sia finito e si dirige a cercare Lelouch, ma il terreno sotto di lui sprofonda a causa di un colpo vagante ed egli precipita. Viene recuperato da Anya, che è in realtà posseduta da Marianne, e da C.C.
Suzaku entra allora nella Spada di Akasha assieme a C.C., e osserva Lelouch sconfiggere i suoi genitori e fermare la Connessione Ragnarök. Suzaku pensa di vendicare una volta per tutte Euphemia subito dopo, però Lelouch gli dice che nulla è imperdonabile, ripetendo una parte della conversazione che Shirley aveva fatto con Suzaku prima di morire. Un mese più tardi Lelouch si autoproclama 99º imperatore del Sacro Impero di Britannia e rivela che Suzaku è divenuto il Knight of Zero, molto più forte di qualsiasi altro Knight of Rounds.
Quando quattro dei rimanenti Knight of Rounds si dirigono a Pendragon, la capitale dell'Impero, nel tentativo di rimuovere dal potere Lelouch, Suzaku li affronta da solo. Li sconfigge facilmente a bordo del suo nuovo Lancelot Albione e li uccide tutti, risparmiando la vita solo a Gino. In seguito assiste alla presa dei vertici dell'Alleanza degli Stati Uniti come ostaggi da parte di Lelouch. Dopo la distruzione di Pendragon da parte di Schneizel e la scioccante rivelazione che Nunnally è ancora viva, Suzaku è visibilmente stordito, ma fa forza all'amico, dicendogli di andare avanti per il bene dello Zero Requiem.
Nonostante la preoccupazione di Lelouch per Nunnally, Suzaku insiste sul fatto che il loro obiettivo non è cambiato. Dice a C.C. che lui è la spada di Lelouch, e distruggerà i suoi nemici, chiedendo poi alla ragazza di essere il suo scudo dal momento che sono complici. Attacca allora i Cavalieri Neri per impedire loro di raggiungere la Avalon, ma non fa in tempo. Si unisce a Lelouch durante l'arrivo alla Damocles, tenendo testa a Gino mentre Lelouch va avanti. Suzaku esce vittorioso dal combattimento, ma l'ultimo attacco di Gino apre gli scudi della Damocles e permette a Kallen di prendere il suo posto. Suzaku combatte quindi contro Kallen, prendendo alla fine un colpo al petto che causa l'esplosione del suo Knightmare, mentre lei perde conoscenza e viene soccorsa da Gino. Si crede che sia morto nell'esplosione, ma in seguito si presenta come il nuovo Zero con lo scopo di uccidere Lelouch, divenuto nel frattempo il tiranno del mondo intero, come parte del loro piano per assicurare la pace nel mondo. Con la fine dello Zero Requiem, Suzaku piange silenziosamente la morte di Lelouch. Poco prima di andarsene per sempre, Lelouch dice a Suzaku che da quel giorno in poi sarà come morto, costretto a esistere solamente nelle vesti di Zero e a sacrificare la sua felicità per il bene del mondo, ma Suzaku accetta senza indugio l'ordine. Suzaku diviene quindi la guardia del corpo personale di Nunnally, diventata nel frattempo imperatrice del Sacro Impero di Britannia, nei mesi seguenti, aiutato da Schneizel, sul quale Lelouch aveva precedentemente emanato il Geass, ordinandogli di obbedire ciecamente a Zero.

### Code Geass: Akito the Exiled
Nella serie OAV Code Geass: Akito the Exiled, ambientata nell'ntervallo di tempo tra Lelouch of the Rebellion e R2, Suzaku per ordine dell'Imperatore si reca a San Pietroburgo per scortare Julius Kingsley, uno stratega militare sotto cui si cela in realtà Lelouch a cui sono stati cancellati i ricordi dal Geass dell'Imperatore.

## Descrizione
Suzaku è il figlio dell'ultimo Primo Ministro giapponese Genbu Kururugi, ufficialmente suicidatosi in segno di protesta quando il Paese fu invaso dalla Britannia. In realtà, ad ucciderlo fu il figlio stesso, consapevole che la resistenza ad oltranza sostenuta dal padre avrebbe condotto alla distruzione dei giapponesi. Suzaku porta il peso del suo gesto; è cambiato, antepone gli altri a se stesso, mettendosi spesso in situazioni estreme per salvarli ed espiare le proprie colpe con la morte. Anya Alstreim lo definisce «masochista». Il desiderio di morire viene ostacolato dal Geass che Zero, dietro la cui maschera si nasconde l'amico d'infanzia Lelouch, emana su Kururugi presso l'isola di Shikine, imponendogli di vivere. Il figlio di Genbu si è arruolato nell'esercito britanno per impedire che altri muoiano. L'ideologia di Suzaku è opposta a quella di Zero: mentre questo, leader dei Cavalieri Neri nella ribellione giapponese contro l'Impero di Britannia, è disposto a sacrificare tutte le vite necessarie, Kururugi è convinto che ottenere una vittoria con metodi sbagliati non abbia alcun valore e che non abbia senso andare contro la società attuale, ma bisogna entrarvi e cercare di cambiare le cose dall'interno.
Suzaku Kururugi è un combattente estremamente abile e valoroso, militare ubbidiente, ligio al dovere, pilota top class di knightmare frame. Con il suo potentissimo Lancelot, Suzaku si rivela immediatamente il nemico da abbattere per i Cavalieri Neri. Con il proseguire degli eventi, il ragazzo sale di grado: da soldato semplice a sergente maggiore, nella sezione speciale del principe Schneizel El Britannia, a cavaliere della principessa Euphemia Li Britannia e di Britannia, per poi essere elevato al privilegiato rango di Knight of Rounds, l'élite dei cavalieri più forti dell'Impero. Il giovane viene poi scelto come cavaliere personale di Lelouch — impadronitosi del trono — ed investito pertanto del titolo di Knight of Zero, creato appositamente per lui che è al di sopra degli altri Rounds.
La personalità di Suzaku muta dalla prima alla seconda stagione: all'inizio, Kururugi è un ragazzo gentile, a modo, che vuole salvare ad ogni costo gli altri, anche i nemici, e che si sente male quando, per ordini superiori, è costretto ad uccidere; dalla seconda metà della serie, invece, è cupo, freddo, elimina senza scrupoli gli avversari. Questo cambiamento coincide con la morte della Principessa Euphemia, con la quale Suzaku aveva un rapporto amoroso; dalla tragedia, il giovane combatte per odio e desidera vendicare l'assassinio della sua donna.
Suzaku ha una prestazione fisica fuori dal comune: è dotato di agilità, prontezza di riflessi e velocità sorprendenti. Durante la serie Suzaku impara a pilotare i knightmare frame, diventando un pilota di prima classe. Gli viene affidato il potentissimo Lancelot, l'unico frame di settima generazione esistente al mondo.

## Accoglienza
Il personaggio di Suzaku è stato accolto positivamente dal pubblico. Nel periodo in cui Code Geass è stato trasmesso, è stato eletto dai lettori di Newtype, con 143 voti, sesto al ventinovesimo Anime Grand Prix, e diciannovesimo e tredicesimo ai due seguenti.
L'accoglienza della critica specializzata è stata principalmente positiva. Bamboo Dong di Anime News Network ha considerato Suzaku un personaggio piacevole, contrastante Lelouch nel ruolo e nella personalità. Da UK Anime Network, Kevin Leathers ha definito il personaggio l'alter ego di Lelouch, non volendo, Kururugi, la violenza. Inoltre, D.F. Smith di IGN ha descritto Suzaku come l'opposto del protagonista e ha lodato l'amicizia da loro condivisa. Il rapporto tra i due personaggi principali ha colpito Già Manry, che li ha giudicati terzi tra i migliori "amini-nemici" immaginari, a causa di come la loro amicizia si sfasci per rivalità. IGN ha dato a Suzaku e Euphemia il primo posto tra le migliori tredici coppie anime, ha affermato che, ad ogni suo sviluppo, la loro storia d'amore aggiunge tensione alla già intensa trama, descritto "puro e dolce" il loro amore, raro barlume di speranza in un periodo buio. Il confronto tra il cavaliere di sangue giapponese e Lelouch, nel finale della prima stagione, è stato elogiato principalmente per la mentalità di Suzaku ed i sentimenti del ragazzo alla caduta della maschera di Zero, che egli, nonostante volesse negarlo, aveva sempre sospettato fosse l'amico d'infanzia.